# 丹山美沙緒
丹山 美沙緒（たんやま みさお、1978年3月14日 - ）は、日本の元女子バレーボール選手。

## 来歴
大阪府大阪市出身。父は在日韓国人で、バレーボールの在日クラブチームでプレーしていたことがあり、ミュンヘンオリンピックの候補にもなったが、国籍の関係で選ばれなかった。建国中学校のとき、さわやか杯で優勝、選抜にも名前があったが国籍の関係で外れてしまい、両親がそれではかわいそうだということで帰化を決意、高校2年生のときに日本国籍を取得した。
左腕から繰り出されるジャンプサーブを武器に活躍した。NEC時代は層の厚さから殆ど出場機会を得られなかったが、1999年に東洋紡に移籍すると、サウスポーから放つジャンプサーブやスパイクで活躍。スタメン出場こそ無かったが、途中出場で度々存在感を見せた。第6回Vリーグではサーブ賞を受賞。当時日本代表監督の葛和伸元から「流れを変えられる選手」との評価を受けている。翌年はセッターに転向するも、アタッカーとしてプレーしていた前年に比べて出場機会を減らす事となった。
2001年夏、東洋紡を退部し、トヨタ車体に移籍。同じく左利きの高橋翠とツーセッターを組み活躍した。2004年に退部後は母校の大阪女子短期大学高等学校でコーチを務めていたが、翌年から単身モンゴルに渡り、国内リーグで選手としてプレーした。
2008年にウランバートルで行われた東アジア地区バレーボール選手権大会ではモンゴル代表として出場した。
2010年4月、健祥会レッドハーツの選手として登録公示され、翌月の黒鷲旗選手権に出場。実に6年ぶりの日本復帰となった。
2016年時点では賢明学院のバレーボール部コーチをしていた。

## 人物
- 元JTサンダーズの丹山禎昭は実弟。
- Vリーグでは一時期、丹山 美紗緒で登録されていた。
- 現在は2児の母親[5]。

## 受賞歴
- 2000年 - 第6回Vリーグ サーブ賞
- 2005年 - モンゴルリーグ MVP[6]
- 2006年 - モンゴルリーグ ベストセッター[7]
- 2007年 - モンゴルリーグ MVP[7]

## 所属チーム
- 建国中学校
- 大阪女子短期大学高等学校
- NECレッドロケッツ（1996-1999年）
- 東洋紡オーキス（1999-2001年）
- トヨタ車体（2001-2004年）
- エルチム（2005-2011年）
  - 健祥会レッドハーツ（2010年）
- ペトロン・ブレイズ・スパイカーズ（英語版）（2012-2013年）
- シュプリーム・チョンブリー（英語版）（2013–2014年）
- ペイマヤ・ハイフライヤーズ（英語版）（2014年）